# 東京ヤクルトスワローズの選手一覧
- 東京ヤクルトスワローズ > 東京ヤクルトスワローズの選手一覧
- 日本のプロ野球選手一覧 > 東京ヤクルトスワローズの選手一覧

東京ヤクルトスワローズの選手一覧（とうきょうヤクルトスワローズのせんしゅいちらん）は、東京ヤクルトスワローズに所属する選手・監督・コーチ、およびかつて所属していた選手の一覧である。

## 首脳陣

### 一軍
| 背番号 | 名前         | 役職                     |
| ------ | ------------ | ------------------------ |
| 22     | 髙津臣吾     | 監督                     |
| 73     | 嶋基宏       | ヘッドコーチ             |
| 98     | 石井弘寿     | 投手コーチ               |
| 72     | 小野寺力     | 投手コーチ               |
| 86     | 井野卓       | バッテリーコーチ         |
| 78     | 大松尚逸     | チーフ打撃コーチ         |
| 80     | 吉岡雄二     | 打撃コーチ               |
| 74     | 杉村繁       | 打撃コーチ兼スコアラー   |
| 75     | 寺内崇幸     | 内野守備走塁コーチ       |
| 82     | 松元ユウイチ | 外野守備走塁兼作戦コーチ |

### 二軍
| 背番号 | 名前       | 役職                 |
| ------ | ---------- | -------------------- |
| 88     | 池山隆寛   | 監督                 |
| 79     | 城石憲之   | 総合コーチ           |
| 89     | 伊藤智仁   | 投手コーディネーター |
| 81     | 正田樹     | 投手コーチ           |
| 92     | 山本哲哉   | 投手コーチ           |
| 83     | 衣川篤史   | バッテリーコーチ     |
| 76     | 宮出隆自   | 打撃コーチ           |
| 87     | 坪井智哉   | 打撃コーチ           |
| 95     | 土橋勝征   | 内野守備走塁コーチ   |
| 77     | 山崎晃大朗 | 外野守備走塁コーチ   |
| 91     | 由規       | 投手兼育成担当コーチ |
| 85     | 西浦直亨   | 野手兼育成担当コーチ |

## 所属選手

### 投手
| 背番号 | 選手名               | 投 | 打 | 備考                                            |
| ------ | -------------------- | -- | -- | ----------------------------------------------- |
| 11     | ペドロ・アビラ       | 右 | 右 | 新外国人                                        |
| 12     | 石山泰稚             | 右 | 右 |                                                 |
| 15     | 中村優斗             | 右 | 左 | 2024年ドラフト1位                               |
| 17     | 清水昇               | 右 | 左 | 選手会長                                        |
| 18     | 奥川恭伸             | 右 | 右 |                                                 |
| 19     | 石川雅規             | 左 | 左 |                                                 |
| 20     | 木澤尚文             | 右 | 右 |                                                 |
| 21     | 吉村貢司郎           | 右 | 右 |                                                 |
| 24     | 星知弥               | 右 | 右 |                                                 |
| 26     | 山野太一             | 左 | 左 |                                                 |
| 28     | 松本健吾             | 右 | 右 |                                                 |
| 29     | 小川泰弘             | 右 | 右 |                                                 |
| 30     | 荘司宏太             | 左 | 左 | 2024年ドラフト3位                               |
| 34     | 田口麗斗             | 左 | 左 |                                                 |
| 35     | 石原勇輝             | 左 | 左 |                                                 |
| 39     | ピーター・ランバート | 右 | 右 | 新外国人                                        |
| 40     | 高梨裕稔             | 右 | 右 |                                                 |
| 41     | 矢崎拓也             | 右 | 右 | 広島から現役ドラフトで移籍                      |
| 43     | 山本大貴             | 左 | 左 |                                                 |
| 44     | 大西広樹             | 右 | 右 |                                                 |
| 45     | 小澤怜史             | 右 | 左 |                                                 |
| 47     | 高橋奎二             | 左 | 左 |                                                 |
| 48     | 金久保優斗           | 右 | 左 |                                                 |
| 49     | 山下輝               | 左 | 左 | 15から背番号変更                                |
| 52     | 原樹理               | 右 | 右 | 16から背番号変更                                |
| 53     | 長谷川宙輝           | 左 | 左 |                                                 |
| 56     | 坂本拓己             | 左 | 左 |                                                 |
| 58     | マイク・バウマン     | 右 | 右 | 新外国人                                        |
| 61     | 宮川哲               | 右 | 右 |                                                 |
| 62     | 竹山日向             | 右 | 右 |                                                 |
| 66     | 阪口皓亮             | 右 | 左 | 58から背番号変更                                |
| 68     | 丸山翔大             | 右 | 左 |                                                 |
| 69     | 下川隼佑             | 右 | 右 | 2024年育成ドラフト3位・育成選手からの支配下登録 |
| 71     | 沼田翔平             | 右 | 右 | 育成選手からの支配下登録                        |
| 99     | 青柳晃洋             | 右 | 右 | NPB復帰                                         |
| 012    | 廣澤優               | 右 | 右 | 育成選手・2024年育成ドラフト2位                 |
| 014    | 西舘昂汰             | 右 | 右 | 育成選手・14から背番号変更                      |
| 016    | 西濱勇星             | 右 | 左 | 育成選手                                        |
| 017    | 翔聖                 | 右 | 右 | 育成選手                                        |
| 018    | 鈴木康平             | 右 | 右 | 育成選手・巨人から移籍                          |
| 019    | 佐藤琢磨             | 左 | 左 | 育成選手・ソフトバンクから移籍                  |

### 捕手
| 背番号 | 選手名     | 投 | 打 | 備考                            |
| ------ | ---------- | -- | -- | ------------------------------- |
| 2      | 古賀優大   | 右 | 右 | 57から背番号変更                |
| 27     | 中村悠平   | 右 | 右 |                                 |
| 32     | 松本直樹   | 右 | 右 |                                 |
| 33     | 内山壮真   | 右 | 右 |                                 |
| 57     | 矢野泰二郎 | 右 | 右 | 2024年ドラフト5位               |
| 65     | 鈴木叶     | 右 | 右 |                                 |
| 90     | 中川拓真   | 右 | 右 |                                 |
| 93     | 橋本星哉   | 右 | 左 |                                 |
| 022    | 松本龍之介 | 右 | 右 | 育成選手・2024年育成ドラフト4位 |

### 内野手
| 背番号 | 選手名       | 投 | 打 | 備考                            |
| ------ | ------------ | -- | -- | ------------------------------- |
| 00     | 赤羽由紘     | 右 | 右 |                                 |
| 1      | 山田哲人     | 右 | 右 | キャプテン                      |
| 5      | 川端慎吾     | 右 | 左 |                                 |
| 7      | 長岡秀樹     | 右 | 左 |                                 |
| 8      | 茂木栄五郎   | 右 | 左 | 楽天からFA移籍                  |
| 10     | 宮本丈       | 右 | 左 |                                 |
| 13     | ホセ・オスナ | 右 | 右 |                                 |
| 36     | 西村瑠伊斗   | 右 | 左 |                                 |
| 37     | 山野辺翔     | 右 | 右 | 西武からトレード移籍            |
| 38     | 北村拓己     | 右 | 右 |                                 |
| 50     | 北村恵吾     | 右 | 右 |                                 |
| 54     | 田中陽翔     | 右 | 左 | 2024年ドラフト4位               |
| 55     | 村上宗隆     | 右 | 左 | 副キャプテン                    |
| 60     | 武岡龍世     | 右 | 左 |                                 |
| 67     | 伊藤琉偉     | 右 | 右 |                                 |
| 023    | 澤野聖悠     | 右 | 左 | 育成選手・楽天から移籍          |
| 025    | 根岸辰昇     | 左 | 左 | 育成選手・2024年育成ドラフト1位 |
| 026    | 髙野颯太     | 右 | 右 | 育成選手                        |

### 外野手
| 背番号 | 選手名             | 投 | 打 | 備考               |
| ------ | ------------------ | -- | -- | ------------------ |
| 0      | 並木秀尊           | 右 | 右 |                    |
| 3      | 西川遥輝           | 右 | 左 |                    |
| 4      | 丸山和郁           | 左 | 左 |                    |
| 9      | 塩見泰隆           | 右 | 右 |                    |
| 25     | ドミンゴ・サンタナ | 右 | 右 |                    |
| 31     | モイセエフニキータ | 左 | 左 | 2024年ドラフト2位  |
| 42     | 澤井廉             | 左 | 左 |                    |
| 46     | 太田賢吾           | 右 | 左 | 内野手から登録変更 |
| 51     | 濱田太貴           | 右 | 右 |                    |
| 63     | 増田珠             | 右 | 右 | 内野手から登録変更 |
| 64     | 岩田幸宏           | 左 | 左 |                    |

## 退団・移籍した選手
国鉄、サンケイ、アトムズ時代およびヤクルトスワローズ時代も含む。名前は選手として在籍した最終年の登録名を基準とする。

### あ行
あ
- 阿井英二郎（1983 - 1990）
- 阿井利治（1954 - 1961）
- 相川亮二（2009 - 2014）
- ホアン・アイケルバーガー（1989 - 1989途）
- 会田照夫（1971 - 1980）
- 相原守（1950）
- 青木宣親（2004 - 2011・2018 - 2024）
- 青木実（1976 - 1985）
- 青島健太（1985 - 1989）
- 青柳進（1995 - 2002）
- 青山浩（1953 - 1958）
- 赤井喜代次（1965 - 1969）
- 赤池彰敏（1958 - 1959）
- 赤川克紀（2009 - 2015）
- 赤木健一（1959 - 1963）
- 赤坂光昭（1969 - 1973）
- 秋吉亮（2014 - 2018）
- アキラ（1997 - 2000）
- 浅田肇（1951 - 1953）
- 浅野啓司（1967 - 1976）
- 芦沢優（1976 - 1988）
- 東郷幸（1960 - 1963）
- 麻生知史（2010 - 2012）
- 麻生実男（1966）
- 阿部健太（2012 - 2014・2015途 - 終了）
- 阿部茂樹（1998 - 2001）
- 阿部正行（1951 - 1952）
- 天野武文（1989 - 1993）
- 新井潔（1991 - 1996）
- 荒井幸雄（1986 - 1995）
- 新垣渚（2014途 - 2016）
- 荒川尭（1971 - 1975）
- 荒川巌（1962 - 1965）
- 荒木貴裕（2010 - 2023）
- 荒木大輔（1983 - 1995）
- 有沢賢持（1979 - 1981・1984途 - 1985）
- 有隅昭二（1990 - 1991）
- ジョーダン・アルメンゴ（2018 - 2018途）
- エリック・アンソニー（1998途 - 終了）

い
- 李恵践（2009 - 2010）
- 飯田哲也（1987 - 2004）
- 飯田徳治（1957 - 1963）
- 飯原誉士（2006 - 2017）
- 飯村誠（1955 - 1956）
- 五十嵐貴章（2002 - 2004）
- 五十嵐亮太（1998 - 2009・2019 - 2020）
- 生田啓一（1974 - 1980）
- 池上毅（1960 - 1961）
- 池末和隆（1988 - 1993）
- 池田親興（1995）
- 池山隆寛（1984 - 2002）
- 石井一久（1992 - 2001・2006 - 2007）
- 石井弘寿（1996 - 2011）
- 石岡康三（1964 - 1976）
- 石川尚任（1950 - 1952）
- 石田卓司（1965）
- 石田雅亮（1954 - 1961）
- 石塚雅二（1970）
- 石戸四六（1962 - 1970）
- 石堂克利（1999 - 2007）
- 石橋貢（1991）
- 泉正義（2003 - 2005）
- 伊勢孝夫（1977 - 1980）
- 市川悠太（2019 - 2023）
- 一ノ関英徳（1970 - 1971）
- 市場博己（1971 - 1975）
- 一場靖弘（2009途 - 2012）
- 伊東昭光（1986 - 1998）
- 伊藤智仁（1993 - 2003）
- 伊藤秀範（2007 - 2008）
- 伊藤真（1997）
- 稲垣博愛（1961 - 1964）
- 稲葉篤紀（1995 - 2004）
- 井野卓（2015 - 2020）
- 井上親一郎（1950 - 1953）
- 井上洋一（1967 - 1977途）
- 井上佳明（1951 - 1957）
- ガブリエル・イノーア（2020 - 2020途）
- 伊林厚志（1991 - 1998）
- 井原慎一朗（1970 - 1984）
- 今浪隆博（2014途 - 2017）
- 林昌勇（2008 - 2012）
- 井本隆（1983 - 1984）
- 入来智（2001 - 2002）
- 岩崎清隆（1974）
- 岩崎哲郎（1955 - 1961）
- 岩崎久則（1997途 - 1998）
- 岩下正明（1980 - 1987）
- 岩下守道（1959 - 1962）
- 岩瀬剛（1950）
- 岩橋慶侍（2014 - 2019）
- 岩橋利男（1950 - 1952）
- 岩村明憲（1997 - 2006・2013 - 2014）

う
- ウィルソン（2008途 - 終了）
- 上田剛史（2007 - 2020）
- 上地和彦（1983 - 1985）
- 上地英満（1969）
- 上野啓輔（2011 - 2012）
- 上野忠（1991 - 2000）
- 上原晃（1998）
- 上原厚治郎（2005 - 2008）
- 植原修平（1971 - 1974）
- 鵜飼勝美（1952 - 1963）
- 鵜久森淳志（2016 - 2018）
- 宇佐美一夫（1950途 - 1952）
- 宇佐美康広（1994 - 2000）
- 潮田輝雄（1968）
- 内川聖一（2021 - 2022）
- 内田和也（2002 - 2006）
- 内田順三（1970 - 1974）
- 内山憲一（1986 - 1993）
- 内山太嗣（2019 - 2022）
- 宇野雅美（2005 - 2007）
- 宇野光雄（1954 - 1956）
- 梅澤義勝（1988）
- 梅野雄吾（2017 - 2023）
- ジェイソン・ウルキデス（2018途 - 終了）

え
- マーク・エーカー（1998 - 1999）
- アルシデス・エスコバー（2020）
- ホセ・エスパーダ（2024）
- ライネル・エスピナル（2023 - 2023途）
- 榎本葵（2017）
- 榎本茂（1950）
- 榎本直樹（1972 - 1976）
- 戎信行（2002途 - 2003）
- 江村将也（2013 - 2015）
- 遠藤政隆（2007 - 2008）

お
- 及川洋治（1969）
- 大江弘明（1985 - 1991）
- 大川章（1980 - 1988）
- 大木勝年（1971 - 1974）
- 大久保英男（1952 - 1958）
- 大下佑馬（2018 - 2023）
- 大杉勝男（1975 - 1983）
- 大田一徳（1981）
- 太田利文（1967）
- 太田文高（1962）
- 太田裕哉（2012 - 2013）
- 大滝信孝（1969）
- 大塚淳（2003 - 2009）
- 大塚徹（1964 - 1971）
- 大辻秀夫（1952 - 1954）
- 大沼清（1955 - 1957）
- 大野雄次（1994 - 1998）
- 大場達也（2013 - 2015）
- 大橋一郎（1953 - 1958）
- 大畠康嘉（1962 - 1963）
- 大原秉秀（2003 - 2008）
- 大引啓次（2015 - 2019）
- 大松尚逸（2017途 - 2018）
- 大村孟（2017 - 2021）
- 大矢明彦（1970 - 1985）
- 大山定雄（1979 - 1981）
- 大山貴広（1998 - 2001）
- ロス・オーレンドルフ（2017 - 2017途）
- 大脇浩二（1998 - 2001）
- 大脇照夫（1952 - 1958）
- 岡幸俊（1989 - 1995）
- 岡嶋博治（1965途 - 1966）
- 緒方勝（1962 - 1971）
- 岡野久一（1957 - 1959）
- 岡林洋一（1991 - 2000）
- 岡元勝幸（1969）
- 岡本直也（2011途 - 終了）
- 岡本秀寛（2008 - 2010）
- 岡本凱孝（1963 - 1967）
- 小川幸一（1962 - 1963）
- 小川淳司（1982 - 1991）
- 小川利雄（1950 - 1952）
- 荻島秀夫（1950）
- 荻原久男（1968 - 1973）
- 奥柿幸雄（1967 - 1970）
- 奥薗満（1970 - 1980）
- 奥宮種男（1968 - 1977）
- 奥村展征（2015 - 2023）
- 小倉恒（1993 - 1997途）
- 小坂勝仁（1991 - 1995）
- 越阪部豊（1969）
- 尾崎亀重（1972 - 1973）
- 押尾健一（1990 - 1999）
- 押本健彦（2008 - 2014）
- 小田義人（1973 - 1974）
- 小田切茂造（1950）
- 尾仲祐哉（2023 - 2024）
- 鬼﨑裕司（2008 - 2011途）
- 小野公誠（1997 - 2008）
- 小野木孝（1958 - 1960）
- 小野寺力（2011途 - 2012）
- 尾花高夫（1978 - 1991）
- トーマス・オマリー（1995 - 1996）
- ルイス・オルティス（1997 - 1997途）
- 小山田健一（1976 - 1978）
- 小山田貴雄（2008 - 2009）
- ローガン・オンドルセク（2015 - 2016途）

### か行
か
- クリス・カーペンター（2014）
- アーロン・ガイエル（2007 - 2011）
- 郭建成（1989 - 1991）
- 風張蓮（2015 - 2020）
- 橿渕聡（1999 - 2003）
- 梶間健一（1977 - 1988）
- 鹿島平八郎（1950）
- 梶本勇介（2002 - 2010）
- 忰田幸也（1988 - 1992）
- 片岡節次郎（1955 - 1956）
- 片岡大蔵（1980 - 1983）
- 片岡宏雄（1961 - 1963）
- 片山文男（2003 - 2005）
- 勝田興（1950）
- カツノリ（1996 - 1999）
- 勝亦治（1972 - 1981）
- 桂本和夫（1957 - 1960）
- 嘉手苅浩太（2021 - 2024）
- 加藤誉昭（1982 - 1988）
- 加藤俊夫（1967 - 1970）
- 加藤博人（1988 - 2000）
- 加藤正次（1984 - 1985）
- 加藤幹典（2008 - 2012）
- リック・ガトームソン（2005途 - 2006）
- 金井元三（1968 - 1971）
- 金沢次男（1990 - 1994）
- 金敷一美（1984 - 1986）
- 金伏ウーゴ（2012 - 2015）
- 金森栄治（1993 - 1996）
- 金城進（1968）
- 金田高義（1958 - 1960）
- 金田星雄（1960 - 1961）
- 金田正一（1950途 - 1964）
- 鎌田祐哉（2001 - 2010途）
- 上水流洋（1973 - 1982）
- 亀田信夫（1958 - 1965）
- 嘉弥真新也（2024）
- マット・カラシティー（2018）
- 河井昭司（1973 - 1974）
- 川上竜平（2012 - 2016）
- 川崎憲次郎（1989 - 2000）
- 川﨑成晃（2011 - 2015）
- 川島慶三（2008 - 2014途）
- 川島孝（1951 - 1952）
- 川島亮（2004 - 2011）
- 河野亮（1990 - 1995）
- 川畑盛幸（1977 - 1978）
- 川畑勇一（1994 - 1997）
- 河端龍（1999 - 2008）
- 川村一明（1990途 - 1991）
- 河村保彦（1968 - 1971）
- 川本良平（2005 - 2013途）
- 神部年男（1979 - 1982）

き
- 菊沢竜佑（2017 - 2018）
- 木田優夫（2006 - 2009）
- 北川哲也（1995 - 1999）
- 北川芳男（1959 - 1962）
- 喜多代晏節（1962）
- 北野洸貴（2011 - 2012）
- 北畑利雄（1952 - 1958）
- 北原泰二（1996 - 1997）
- 木次文夫（1962）
- 城戸則文（1967 - 1974）
- 衣川篤史（2007 - 2011）
- 衣川幸夫（2000途 - 2003）
- 木下達生（2012）
- 木下文信（1996 - 1997）
- 木下雅弘（1950途 - 1956）
- ボブ・ギブソン（1988途 - 終了）
- パトリック・キブレハン（2022途 - 終了）
- 君島洋造（1968 - 1969）
- 君波隆祥（1981 - 1993）
- 木村輝久（1981 - 1983）
- 木村靖彦（1960 - 1963）
- 木谷良平（2012 - 2016）
- 久古健太郎（2011 - 2018）
- プレストン・ギルメット（2017）

く
- 釘谷肇（1974 - 1985）
- 久代義明（1968 - 1976）
- 楠城祐介（2012 - 2013）
- 久住静男（1951 - 1952）
- マット・クック（2020）
- 工藤守彦（1968）
- 久保拓眞（2019 - 2023）
- 久保吾一（1950 - 1952）
- 久保田智（2003 - 2006）
- 熊田智行（1986 - 1989）
- ジェラルド・クラーク（1994）
- セス・グライシンガー（2007）
- 倉島今朝徳（1964 - 1969）
- 倉田誠（1977 - 1980）
- 倉持明（1983）
- 蔵本治孝（2018 - 2021）
- ディーン・グリーン（2017）
- 栗山英樹（1984 - 1990）
- 黒岩弘（1954 - 1958）
- 黒坂幸夫（1977 - 1982）
- 黒田真二（1983 - 1987）
- 桑田武（1970）

け
- キオーニ・ケラ（2023 - 2023途）
- ケリン（2021途 - 終了）
- 玄岡正充（1981 - 1989）

こ
- 幸田正広（1989 - 1997）
- 高屋俊夫（1957 - 1961）
- エイジェイ・コール（2022）
- 後関昌彦（1982 - 1988）
- 後藤雄一（1978 - 1984）
- 小西秀朗（1960 - 1963）
- 小橋正佳（1994 - 1997）
- 小橋優（1961 - 1965）
- 小早川毅彦（1997 - 1999）
- 小林和公（1989 - 1991）
- 小林勝巳（1955 - 1956）
- 小林国男（1972 - 1981）
- 小林誠（1964 - 1965）
- 小淵泰輔（1964 - 1969）
- 小松昭二（1968 - 1969）
- 小松原博喜（1955 - 1957）
- 小森航大郎（2022 - 2024）
- 小森孝憲（2003 - 2005）
- 小山恒三（1952 - 1953）
- 児山祐斗（2014 - 2016）
- ディッキー・ゴンザレス（2004途 - 2008）
- 近藤一樹（2016途 - 2020）
- 近藤弘樹（2021 - 2024）
- 今野龍太（2020 - 2024）

### さ行
さ
- 歳内宏明（2020途 - 2021）
- 西園寺昭夫（1969 - 1970）
- サイスニード（2021 - 2024）
- 斉藤宜之（2008 - 2009）
- 斎藤充弘（1994 - 2000）
- 斎藤良雄（1957 - 1963）
- 酒井圭一（1977 - 1990）
- 酒井豪久（1955 - 1956）
- 坂口千仙（1994）
- 坂口智隆（2016 - 2022）
- 坂野日出一（1963）
- 坂巻豊（1960 - 1965）
- 坂本光士郎（2019 - 2022途）
- 坂元弥太郎（2001 - 2007）
- 桜井伸一（1984 - 1995）
- 佐々木重樹（1987 - 1992）
- 佐々木重徳（1955 - 1961）
- 佐々木茂（1973 - 1978）
- 佐々木剛（1967 - 1971）
- 佐々木正行（1981 - 1983）
- 佐竹一雄（1951 - 1957）
- 佐藤一誠（1963 - 1965）
- 佐藤真一（1996 - 2005）
- 佐藤進（1964 - 1969）
- 佐藤孝夫（1952 - 1963）
- 佐藤貴規（2011 - 2014）
- 佐藤剛（1997 - 1998）
- 佐藤竹秀（1979）
- 佐藤秀樹（2003 - 2004）
- 佐藤博（1974 - 1979）
- 佐藤賢（2004 - 2011）
- 真田裕貴（2014）
- 佐復良一（1950）
- 寒川浩司（1976 - 1978）
- 鮫島秀旗（1992 - 2004）

し
- ジェフン（2016途 - 終了）
- 執行重徳（1971 - 1973）
- ブライアン・シコースキー（2007途 - 終了）
- 志田宗大（2002 - 2010）
- 七條祐樹（2011 - 2015）
- 篠田勇（1964 - 1968）
- 篠原良昭（1970途 - 1971）
- 柴田大地（2022 - 2024）
- 渋井敬一（1978 - 1992）
- 渋谷誠司（1962 - 1970）
- 島田直也（2001 - 2002）
- 島谷勇雄（1957 - 1963）
- 島野雅亘（1966 - 1967）
- 嶋基宏（2020 - 2022）
- 清水千曲（1993 - 1995）
- 下慎之介（2021 - 2024）
- 霜村英昭（1987 - 1990）
- ルー・ジャクソン（1966 - 1969途）※現役中に死去。
- 城友博（1988 - 1998）
- 正田樹（2012 - 2013）
- ジュリアス（2016 - 2020）
- 白井康勝（1998）
- 白川久夫（1958 - 1959）
- 白野清久（1963 - 1964）
- 城石憲之（1998途 - 2009）

す
- アルバート・スアレス（2019 - 2021）
- アンドリュー・スアレス（2022）
- 杉浦清（1952 - 1953）
- 杉浦享（1971 - 1993）
- 杉浦稔大（2014 - 2017途）
- 杉村繁（1976 - 1987）
- 杉本公孝（1961 - 1965）
- 杉本友（2004 - 2005）
- 杉山晃基（2020 - 2023）
- 杉山悟（1959）
- 杉山重雄（1972 - 1974）
- ジョン・スコット（1979 - 1981）
- 須崎正明（1965 - 1966）
- 鈴木皖武（1962 - 1968）
- 鈴木健（2003 - 2007）
- 鈴木茂雄（1950途 - 1951）
- 鈴木平（1988 - 1994）
- 鈴木秀幸（1961 - 1962）
- 鈴木浩文（1993 - 1995）
- 鈴木正幸（1981 - 1987）
- 鈴木康二朗（1973 - 1982）
- 鈴木康博（1987 - 1993）
- 鈴木裕太（2019 - 2023）
- 鈴木幸弘（1968）
- 簾内政雄（1968 - 1976）
- 角富士夫（1975 - 1994）
- 角盈男（1992）
- クリス・スミス（1984 - 1985）
- マーク・スミス（1999）
- 住友健人（1993 - 1999）

せ
- 清家政和（1991 - 1992）
- 関口穣二（1968 - 1970）
- 関根勇（1968）
- 関根毅（1989 - 1990）
- 瀬戸昭彦（1957 - 1962）
- 瀬戸和則（1977）
- 瀬野浄（1955 - 1957）
- 世良賢治（1974 - 1979）

そ
- 副島孔太（1997 - 2002途）
- 染宮修支（1984 - 1989）

### た行
た
- 醍醐俊光（1962 - 1968）
- 代田建紀（2000途 - 2002）
- 高井諭（1968 - 1971）
- 高泉秀輝（1974 - 1980）
- 高市俊（2007 - 2011）
- 高木晃次（1998 - 2001）
- 高木啓充（2006 - 2011）
- 高倉照幸（1969 - 1970）
- 高田良明（1955 - 1956）
- 高津臣吾（1991 - 2003・2006途 - 2007）
- 高梨利洋（1992 - 1999）
- 高仁秀治（1981 - 1991）
- 髙野光（1984 - 1993）
- 高橋輝（1950 - 1956）
- 高橋郁雄（1998 - 1999）
- 高橋一正（1999 - 2002）
- 高橋智（1999 - 2001）
- 高橋敏郎（2003 - 2006）
- 高橋寛（1977 - 1984）
- 高橋勝（1961 - 1964）
- 高林恒夫（1963 - 1965）
- 高山忠克（1963 - 1970）
- 田川賢吾（2013 - 2020）
- 詫摩和文（1969 - 1973）
- ショーン・ダグラス（2008途 - 終了）
- 武内国夫（1969 - 1970）
- 武内晋一（2006 - 2018）
- 武内正行（1982 - 1983）
- 武上四郎（1967 - 1975）
- 竹口幸紀（1976）
- 竹下真吾（2015 - 2017）
- 竹田晃（1965）
- 竹本由紀夫（1981 - 1984）
- 田代将太郎（2018 - 2020）
- 田代照勝（1953 - 1958）
- 田尻茂敏（1967 - 1970）
- 只野勝義（1962 - 1963）
- 立野政治（1981 - 1985）
- 巽一（1959 - 1970）
- 伊達泰司（1976 - 1977）
- 館山昌平（2003 - 2019）
- 田所善治郎（1953 - 1964）
- 田中充（2004途 - 2007）
- 田中毅彦（1978 - 1982）
- 田中浩康（2005 - 2016）
- 田中雅彦（2013途 - 2016）
- 田中調（1972）
- 谷宏明（1989）
- 谷口勝範（1964 - 1966）
- 谷田比呂美（1956 - 1960）
- 谷松浩之（1979 - 1983）
- 田畑一也（1996 - 2000途）
- 田原基稔（1950 - 1953）
- 溜池敏隆（1969 - 1971）
- 丹野祐樹（1999 - 2002）
- 丹波幹雄（1999 - 2002）

ち
- 近沢英二（1976 - 1978）
- 千原雅生（1950途 - 1954）
- ボブ・チャンス（1969途 - 1970）
- 長武男（1950）

つ
- 塚本浩二（2009 - 2010）
- 津川力（1992 - 1999）
- ツギオ（1999 - 2003）
- 辻発彦（1996 - 1999）
- 辻井弘（1952 - 1954）
- 槌田誠（1977）
- 土屋五郎（1950 - 1954）
- 土屋正孝（1961 - 1964）
- 廿浦克郎（1955 - 1957）
- 続木清（1953 - 1954）

て
- カイル・デイビーズ（2016）
- ジム・テータム（1997途 - 終了）
- ジャービス・テータム（1971）
- ロン・デービス（1989途 - 終了）
- ダグ・デシンセイ（1988）
- ミッチ・デニング（2015途 - 終了）
- エウロ・デラクルス（2010）
- 寺沢高栄（1968 - 1970）
- 寺島成輝（2017 - 2022）
- 寺田哲也（2015 - 2016）
- 寺田吉孝（1979 - 1980）
- 寺原隼人（2019）
- 寺村友和（2000 - 2002）
- ジェイミー・デントナ（2009 - 2010）
- デビッド・デントン（1982途 - 終了）

と
- 東条文博（1966 - 1974）
- 土居章助（1956 - 1960）
- 土井武（1983 - 1988）
- 徳武定之（1961 - 1967）
- 徳山武陽（2012 - 2017）
- 土佐内吉治（1950 - 1951）
- 百々隆夫（1953）
- 土橋勝征（1987 - 2006）
- 土肥寛昌（2015 - 2017）
- 笘篠賢治（1989 - 1997）
- 富永格郎（1966）
- 友川賢次（1959）
- 外山義明（1970 - 1971）
- 豊順一郎（1982 - 1983）
- 豊田泰光（1963 - 1969）
- トラビス・ドリスキル（1998 - 1998途）
- 鳥原公二（1978 - 1986）

### な行
な
- クリス・ナーブソン（2014）
- 内藤尚行（1987 - 1994）
- 中新井明（1968 - 1969）
- 長井繁夫（1970 - 1976）
- 永井亮（1958 - 1959）
- 中尾敏浩（2008 - 2011）
- 中尾輝（2017 - 2021）
- 永尾泰憲（1973 - 1978）
- 中川明仁（1982 - 1987）
- 永川英植（1975 - 1979）
- 仲川翠（1950 - 1951）
- 中澤雅人（2010 - 2020）
- 長嶋一茂（1988 - 1992）
- 中島彰吾（2015 - 2017）
- 中島節男（1962 - 1966）
- 中西親志（1988 - 1996）
- 中根佑二（2012 - 2015）
- 中野孝征（1968 - 1973）
- 中村国昭（1970 - 1977）
- 中村栄（1950 - 1956）
- 中村修一郎（1959 - 1963）
- 中村利男（1954 - 1955）
- 中本茂樹（1983 - 1992）
- 中元勇作（2015 - 2016）
- 中山孝一（1979）
- 中山翔太（2019 - 2022）
- 七森由康（1965）
- 成田翔（2023）
- 成田啓二（1950 - 1951）
- 成田昇（1971 - 1974）
- 成本年秀（2003 - 2004）
- 成瀬善久（2015 - 2018）

に
- 新浦壽夫（1992途 - 終了）
- 西井哲夫（1970 - 1982）
- 西浦直亨（2014 - 2023途）
- 西岡三四郎（1977 - 1978）
- 西岡清吉（1956 - 1967）
- 西岡剛（1987 - 1992）
- 西岡洋（1992 - 1996）
- 西﨑聡（2007 - 2010）
- 西沢浩一（1983 - 1990）
- 西田明央（2011 - 2024）
- 西田亨（1963）
- 西村龍次（1990 - 1995途）
- 西村秀一（1968）
- 新田玄気（2009 - 2014・2017途 - 終了）
- アラン・ニューマン（2001 - 2002）

ぬ
- 沼田拓巳（2018 - 2019）

ね
- 根来広光（1957 - 1966）

の
- 野口寿浩（1990 - 1998途）
- 野口祥順（2000 - 2014）
- 野崎進（1978）
- 野中徹博（1997 - 1998）
- 野林大氣（1997 - 1998）
- 野村克晃（1978 - 1981）

### は行
は
- ジョナサン・ハースト（2001）
- ティム・バートサス（1991 - 1991途）
- トニー・バーネット（2010 - 2015）
- テリー・ハーパー（1988 - 1988途）
- ラリー・ハーロー（1982 - 1982途）
- ジャック・ハウエル（1992 - 1994）
- 萩原淳（2008 - 2010）
- 萩原多賀彦（2002 - 2005）
- 萩原康弘（1983）
- 箱田淳（1951 - 1960）
- 橋上秀樹（1984 - 1996）
- 橋口美利（1982 - 1983）
- 橋本義隆（2008 - 2011）
- 秦真司（1985 - 1998）
- 畠山和洋（2000 - 2019）
- 畠中透（1980 - 1983）
- リッチ・バチェラー（1999途 - 終了）
- 初岡栄治（1950 - 1955）
- ジェイソン・ハッカミー（1999 - 2000）
- レックス・ハドラー（1993）
- 花田真人（2000 - 2009）
- フロイド・バニスター（1990 - 1990途）
- 馬場敏史（1997途 - 2000）
- デーブ・ハフ（2018 - 2019）
- 浜口政信（1966 - 1967）
- 浜田義治（1957 - 1962）
- 浜名千広（2002 - 2003）
- 濱中治（2011）
- 馬明泰三郎（1950途 - 1951）
- 林田章三（1955 - 1958）
- 原泉（2015 - 2017）
- 原英史（1991 - 1994）
- サム・パラーゾ（1980）
- 原田要（1984 - 1987）
- 原田末記（1979 - 1982）
- 原之後富則（1962 - 1964）
- ラリー・パリッシュ（1989）
- ジョニー・パリデス（1992途 - 終了）
- リッキー・バレット（2009）
- ウラディミール・バレンティン（2011 - 2019）
- 半沢士郎（1964 - 1967）
- リック・バンデンハーク（2021途 - 途）

ひ
- ディロン・ピーターズ（2023）
- アンディ・ビーン（1985途 - 途）
- 日高亮（2009 - 2014途）
- 日根紘三（1961 - 1962）
- 比屋根渉（2012 - 2018）
- 平井嘉明（1960 - 1964）
- 平井諒（2010 - 2020）
- 平岩嗣朗（1958 - 1965）
- 平社達三郎（1960）
- 平田薫（1988）
- 平本学（2001 - 2006）
- デーブ・ヒルトン（1978途 - 1979）
- 廣岡大志（2016 - 2021途）
- 広沢克己（1985 - 1994）
- 広沢好輝（1990 - 1995）
- 広瀬新太郎（1991 - 1992）
- 廣田浩章（1997 - 1999）
- 広永益隆（1994途 - 1997途）

ふ
- フェリペ（2023途 - 2024）
- ラファエル・フェルナンデス（2009 - 2013）
- 深沢督（1950 - 1954）
- 深沢建彦（1953 - 1956）
- 吹田俊明（1962）
- デービッド・ブキャナン（2017 - 2019）
- 福川将和（2002 - 2012）
- 福里寛（1960 - 1961）
- 福田勇一（1950 - 1953）
- 福地寿樹（2008 - 2012）
- 福富邦夫（1965 - 1972・1975 - 1980）
- 福永栄助（1971 - 1972）
- 藤井秀悟（2000 - 2007）
- 藤井亮太（2014 - 2020）
- 藤枝慎治（1984 - 1989）
- 藤田宗一（1950途 - 1953）
- 藤田太陽（2013）
- 藤本敦士（2010 - 2013）
- 藤原真（1969 - 1971）
- 船田和英（1972 - 1980）
- ダン・ブリッグス（1982途 - 1983）
- 古川明（1968）
- 古沢淳（1993 - 1996）
- 古田敦也（1990 - 2007）
- 古野正人（2012 - 2018）
- 古谷法夫（1950 - 1955）
- テリー・ブロス（1995途 - 1997）
- マーク・ブロハード（1986 - 1987途）

へ
- ロベルト・ペタジーニ（1999 - 2002）
- トッド・ベッツ（2003）
- ジェイソン・ベバリン（2003途 - 2004）
- ジョー・ペピトーン（1973途 - 1974途）
- ルイス・ペレス（2016）

ほ
- ドゥエイン・ホージー（1997 - 1998）
- ボブ・ホーナー（1987途 - 終了）
- 星野雄大（2013 - 2017）
- 星山晋徳（1962 - 1965）
- 細田正彦（1965 - 1968）
- 細見直樹（2000 - 2006）
- ケビン・ホッジス（2001途 - 2003）
- ジョシュ・ホワイトセル（2010途 - 2011）
- 本郷宏樹（1999 - 2005）
- 本間忠（2000 - 2006）

### ま行
ま
- ビリー・マーチン（2004）
- ドウェイン・マーフィー（1990 - 1990途）
- トニー・マウンス（2004）
- 前田浩継（2000 - 2004途）
- 曲尾マイケ（2010 - 2012）
- 牧重見（1971 - 1972）
- 牧谷宇佐美（1999 - 2009）
- スコット・マクガフ（2019 - 2022）
- 政山恵一（1968）
- 真下定夫（1955 - 1956）
- 益川満育（1972 - 1976）
- 増田政行（1992 - 1999）
- 増渕竜義（2007 - 2014途）
- 間瀬雅夫（1953 - 1954）
- 又野知弥（2011 - 2014）
- 町田行彦（1952 - 1964）
- 松井光介（2006 - 2013）
- 松井淳（2010 - 2016）
- 松井聖（2021 - 2023）
- 松井尚男（1963 - 1965）
- 松井優典（1975 - 1979）
- 松岡清治（1972 - 1975）
- 松岡健一（2005 - 2018）
- 松岡大吾（1989 - 1998）
- 松岡弘（1968 - 1985）
- 松崎泰治（1977 - 1982）
- 松田清（1956 - 1961）
- 松田慎司（1998 - 2003）
- 松田康彦（1953 - 1954）
- 松谷秀幸（2001 - 2006）
- 松橋義喜（1953 - 1956）
- 松村憲章（1970 - 1979）
- 松元繁（1990 - 1999）
- 松元秀一郎（1991 - 1998）
- 松本友（2019 - 2023）
- 松元ユウイチ（1999 - 2015）
- 松本雄作（1963 - 1965）
- 松屋健治（1969 - 1970）
- 真中満（1993 - 2008）
- チャーリー・マニエル（1976 - 1978・1981）
- ローマン・マヒナス（1966途 - 終了）
- ボビー・マルカーノ（1983 - 1985）
- 丸山完二（1962 - 1971）
- 丸山泰嗣（2004途 - 2007）
- 丸山貴史（2005 - 2009）

み
- 三浦政基（1978 - 1979）
- 三上真司（1998 - 2001）
- 三木肇（1996 - 2007）
- 三澤興一（2005 - 2006）
- 水江正臣（1973 - 1976）
- 水田圭介（2012 - 2013）
- 水谷新太郎（1972 - 1990）
- 水野祐希（2006 - 2013）
- 三橋豊夫（1971 - 1976）
- 三林清二（1954 - 1958）
- 三ツ俣大樹（2023 - 2024）
- 南輝明（1954 - 1957）
- 南秀憲（1979 - 1985）
- 三村雅彦（1975 - 1982）
- 宮城弘明（1981 - 1987）
- 宮台康平（2021 - 2022）
- 宮地惟友（1952 - 1959）
- 宮下陽吾（1963 - 1964）
- 宮出隆自（1996 - 2009途・2011 - 2012）
- 宮原秀明（1970 - 1971途）
- 宮本賢治（1982 - 1996）
- 宮本慎也（1995 - 2013）
- 宮本敏雄（1963 - 1964）
- ヘンスリー・ミューレン（1995 - 1996）
- ラスティングス・ミレッジ（2012 - 2015）
- 三輪正義（2008 - 2019）

む
- ライル・ムートン（1998 - 1998途）
- 向井脩三（1962 - 1963）
- 無徒史朗（1966 - 1969）
- 村越稔（1969 - 1972）
- 村田元一（1957 - 1969）
- 村田正幸（1991 - 1993）
- 村中恭兵（2006 - 2019）
- 村松昭次郎（1950 - 1951）

も
- 望月喜雄（1963 - 1965）
- 茂木忠之（1957 - 1964）
- 元山飛優（2021 - 2023）
- 森浩二（1993）
- 森岡良介（2009 - 2016）
- 森滝義巳（1960 - 1966）
- 森長隆（1982 - 1984）
- 森谷良平（1950途 - 1953）
- 諸伏徳政（1968）

### や行
や
- 八重樫幸雄（1970 - 1993）
- 屋宜照悟（2017途 - 2019）
- 八木亮祐（2009 - 2016途）
- 安居玉一（1953 - 1954）
- 安木祥二（1969 - 1974）
- 安田猛（1972 - 1981）
- 谷内亮太（2013 - 2018）
- 柳田聖人（1994 - 1995）
- 柳原隆弘（1978 - 1982）
- 柳田浩一（1985 - 1993）
- 矢野和哉（1986 - 1992）
- 矢ノ浦国満（1966 - 1967）
- ミゲル・ヤフーレ（2024）
- 山内嘉弘（1995 - 1997）
- 山川晃司（2015 - 2019）
- 山岸穣（2010途 - 2012）
- 山口重幸（1995 - 1996）
- 山口礼司（1950）
- 山崎晃大朗（2016 - 2024）
- 山﨑貴弘（1997 - 2000）
- 山下慶徳（1971 - 1978・1980 - 1981）
- 山田勝国（1972）
- 山田勉（1986 - 1997）
- 山田弘喜（2007 - 2010）
- 山田大樹（2018 - 2020）
- 山田裕司（2004 - 2007）
- 山中賢次（1991 - 1992）
- 山中浩史（2014途 - 2020）
- 山根実（1950）
- 山部太（1994 - 2006）
- 山本樹（1993 - 2005）
- 山本哲哉（2010 - 2018）
- 山本八郎（1967）
- 山本斉（2008 - 2014）
- 山本寛（1966 - 1967）

ゆ
- ユウキ（2009 - 2010）
- 雄平（2003 - 2021）

よ
- 横山守（1959 - 1961）
- 吉井理人（1995途 - 1997）
- 吉江喜一（1967 - 1968）
- 吉川昌宏（2003 - 2011）
- 吉川盛男（1977 - 1982）
- 吉田大成（2019 - 2022）
- 吉田大喜（2020 - 2023）
- 吉田幸央（2004 - 2004途）
- 由規（2008 - 2018）
- 吉元伸二（1995 - 1997）
- 吉本亮（2009 - 2011）
- 吉屋民夫（1958）
- 米野智人（2000 - 2010途）

### ら行
ら
- アレックス・ラミレス（2001 - 2007）
- アレックス・ラミレス・ジュニア（2005 - 2007）
- 羅本新二（1979 - 1986）
- クリス・ラルー（2013途 - 終了）
- グレッグ・ラロッカ（2006）
- 乱橋幸仁（1985 - 1994）

り
- リーゴ（2000 - 2002）
- ダニエル・リオス（2008 - 2008途）
- アダム・リグス（2005 - 2008途）
- カルロス・リベロ（2017途 - 終了）

る
- ジョシュ・ルーキ（2016 - 2017）

れ
- ジョニー・レイ（1991 - 1992途）
- レオン（1986 - 1987）
- ドナルド・レモン（2000）

ろ
- ロジャー（1974途 - 1977）
- マイク・ロックフォード（1990途 - 途）
- エルビン・ロドリゲス（2023途 - 2024）
- デーブ・ロバーツ（1967 - 1973途）
- トーリ・ロブロ（2000）
- アルト・ロペス（1972 - 1973）
- オーランド・ロマン（2012 - 2015）

### わ
- 若松勉（1971 - 1989）
- 別部捷夫（1963 - 1969）
- 渡辺一史（1965 - 1968）
- 渡辺恒樹（2010途 - 2012）
- 渡辺進（1971 - 1987）
- 渡邉大樹（2016 - 2022）
- 渡辺孝博（1972 - 1977）
- 渡辺保（1967 - 1969）
- 渡辺久信（1998）
- 渡辺光央（1952 - 1955）
- 渡辺稔（1959 - 1963）
- 渡辺礼次郎（1954 - 1960）
- 度会博文（1994 - 2008）

## 歴代監督
- 西垣徳雄（1950 - 1953）
- 藤田宗一（1954 - 1955）
- 宇野光雄（1956 - 1960）
- 砂押邦信（1961 - 1962）
- 浜崎真二（1963）
- 林義一（1964 - 1965）
- 飯田徳治（1966 - 1967）
- 別所毅彦（1968 - 1970）
- 三原脩（1971 - 1973）
- 荒川博（1974 - 1976途）
- 広岡達朗（1976途 - 1979）
- 武上四郎（1980 - 1984）
- 土橋正幸（1985 - 1986）
- 関根潤三（1987 - 1989）
- 野村克也（1990 - 1998）
- 若松勉（1999 - 2005）
- 古田敦也（2006 - 2007）
- 高田繁（2008 - 2010）
- 小川淳司（2011 - 2014・2018 - 2019）
- 真中満（2015 - 2017）
- 髙津臣吾（2020 - ）

監督代行
- 砂押邦信（1965）※林の退任に伴う。
- 中原宏（1967）※飯田の休養に伴う。
- 小川善治（1970）※別所の退任に伴う。
- 佐藤孝夫（1979）※広岡の退任に伴う。
- 中西太（1984）※武上の退任に伴う。
- 土橋正幸（1984）※代行・中西の退任に伴う。
- 小川淳司（2010）※高田の退任に伴う。
- 松元ユウイチ（2022）※髙津の病気療養（新型コロナ感染）に伴う。